# Jacopo Caldora
Jacopo Caldora o Giacomo Caldora (Castel del Giudice, 1369 – Colle Sannita, 15 novembre 1439) è stato un nobile, condottiero e capitano di ventura italiano.
Fu duca di Andria e Bari, marchese di Vasto, conte di Acquaviva delle Fonti, Agnone, Albe, Arce, Aversa, Capurso, Celano, Conversano, Copertino, Martina Franca, Monteodorisio, Noci, Nola, Pacentro, Palena, Rutigliano, Trivento e Valva, barone di Carapelle Calvisio e signore di Anversa degli Abruzzi, Ascoli Satriano, Barrea, Belmonte del Sannio, Bitonto, Campo di Giove, Capestrano, Carbonara, Carovigno, Carpinone, Castel del Giudice, Castellana Grotte, Castiglione Messer Marino, Civitaluparella, Colledimacine, Dogliola, Frisa, Latiano, Lettopalena, Loseto, Manfredonia, Minervino Murge, Monteferrante, Montenerodomo, Ortona, Palmoli, Pizzone, Roccaspinalveti, Salpi, San Buono, Santa Maria del Molise, Serracapriola, Tollo, Trani, Valenzano e Villetta Barrea. Fu inoltre governatore dell'Aquila da giugno a dicembre dell'anno 1415 e gran connestabile del Regno di Napoli. Per le sue gesta ed imprese è stato paragonato a Gneo Pompeo.

## Biografia

### Gli inizi
Jacopo/Giacomo I Caldora nacque a Castel del Giudice nel 1369 come figlio primogenito di Giovanni Antonio Caldora e Rita Cantelmo. Dopo aver ricevuto un'ottima istruzione, soprattutto nelle discipline letterarie, ancora giovane, iniziò la propria carriera militare sotto il condottiero e capitano di ventura Alberico da Barbiano, nella sua compagnia di San Giorgio, insieme al condottiero Braccio da Montone, e poi proprio sotto di lui, prendendo parte alla battaglia tra gli Angioini napoletani e gli Angioini francesi, pretendenti al trono del Regno di Napoli.
Nel 1392 venne nominato ciambellano dal re di Napoli Ladislao d'Angiò-Durazzo insieme ad altri nobili del Regno. In seguito, a causa di alcune vicissitudini, si ribellò a quest'ultimo e per punizione gli vennero confiscati i feudi, che passarono alla Corona. Fatta pace col sovrano, venne riammesso nella sua corte e gli vennero restituiti i feudi che gli erano stati confiscati. Nel 1411 venne mandato dal sovrano napoletano a combattere a Capua contro Luigi II d'Angiò-Valois, pretendente al trono del Regno di Napoli, ed il suo esercito. Qui venne sconfitto e costretto alla ritirata. Venne mandato di nuovo a combattere contro Luigi II, ma questa volta nella battaglia di Roccasecca, dove però non riuscì a prevalere. Nel 1414 morì il re Ladislao e molti cavalieri fedeli ad esso si schierarono dalla parte di Jacopo Caldora, contribuendo a rafforzare il suo esercito.
Chiamato a corte nel 1415 dal suo successore, la regina Giovanna II d'Angiò-Durazzo, appoggiò il suo favorito Pandolfello Piscopo. A causa di alcuni attriti si ribellò alla regina Giovanna II ed assediò L'Aquila insieme al condottiero Antonuccio Camponeschi, ma vennero sconfitti dal condottiero Muzio Attendolo Sforza, fedele alla regina. Riappacificatosi con quest'ultima, venne fatto liberare e fu nominato da lei governatore dell'Aquila, carica da esercitare fino alla fine dell'anno. Nel 1416, fatto uccidere da Giacomo II di Borbone-La Marche, marito della regina, Pandolfello Piscopo, si schierò contro questi.

### Lo schieramento con gli Aragonesi, il ritorno dalla parte degli Angioini e la guerra dell'Aquila
L'anno seguente venne inviato dalla regina Giovanna II insieme a Muzio Attendolo Sforza e Perdicasso Barile a soccorrere papa Martino V, che si trovava in guerra contro lo scomunicato Braccio da Montone, ex maestro d'armi di Jacopo Caldora. Giunse nei pressi di Frosinone e qui iniziò a trattare insieme a Perdicasso Barile con Braccio da Montone. Muzio Attendolo Sforza, informato delle trattative in corso, inviò nel loro accampamento il proprio segretario Buoso da Siena per invitarli a raggiungerlo, ma entrambi rifiutarono di eseguire l'ordine. Jacopo Caldora venne quindi attaccato improvvisamente dai soldati di Muzio Attendolo Sforza e fatto prigioniero insieme a Perdicasso Barile prima nella rocca di Falvaterra e poi a Napoli. Qui vennero liberati da Sergianni Caracciolo per ordine della regina Giovanna II e condotti da lei che diede loro in anticipo una ricompensa in denaro per spronarli a radunare i loro eserciti per rafforzare la guardia reale.
Nel 1419 riconquistò il feudo di Agnone e per ricompensa ottenne dalla regina i feudi di Minervino Murge e Manfredonia. Nel 1420 a causa di alcune vicissitudini si schierò contro Muzio Attendolo Sforza ed il suo esercito. Quest'ultimo lo assediò nella sua dimora di Napoli ma Jacopo riuscì ad uscire dalle mura perimetrali della città insieme ai condottieri Bernardino Ubaldini ed Orso Orsini. Dopo uno scontro armato durato quattro ore fu costretto a fuggire in Abruzzo.
La regina Giovanna II, adottando come figlio e successore al trono Luigi III d'Angiò-Valois a discapito di Alfonso V d'Aragona, fece schierare Jacopo Caldora dalla parte di quest'ultimo. L'anno seguente fece rafforzare le guardie a difesa del suo castello Caldora di Pacentro, costrinse gli abitanti di Sulmona a scacciare i magistrati della regina Giovanna II e col suo esercito sbarrò la strada all'esercito di Braccio di Montone. Nella colluttazione che ne seguì in varie zone della Maiella, perse i feudi di Campo di Giove e Castel di Sangro. Fuggì in Terra di Lavoro e qui decise di consegnarsi a Braccio da Montone per accordarsi con lui. Così tradì Muzio Attendolo Sforza e la battaglia di vendetta di quest'ultimo cessò con la vittoria dei neo accordati e la cattura dei condottieri nemici Attaccabriga e Giannuzzo d'Itri. Muzio Attendolo Sforza si accorse più tardi che uno dei condottieri del suo esercito, Angelo Tartaglia, aveva avuto contatti col nemico Braccio da Montone rivelandogli preziose informazioni sui loro avversari; dopo averlo torturato per farsi rivelare la verità, lo accusò di tradimento e lo fece giustiziare.
Jacopo Caldora si diresse quindi a Napoli con Braccio da Montone; contemporaneamente, sbarcò a Napoli la flotta aragonese. Entrati in città, queste tre fazioni attaccarono la regina Giovanna II ed il suo esercito. Lasciò una parte del suo esercito a Napoli e si diresse a Capua con i condottieri Bernardino Ubaldini, Arrigo della Tacca, Riccio da Montechiaro ed Orso Orsini ed un esercito di 1 200 cavalieri e 1 000 soldati per soccorrere Alfonso V d'Aragona. Vinti i nemici di Alfonso V d'Aragona, rientrò a Napoli con un esercito di 600 cavalieri. Alla notizia dell'arrivo di rinforzi catalani fedeli alla regina provenienti da Barcellona, fuggì da Napoli ma l'esercito napoletano gli sbarrò la strada sul ponte della Maddalena e lo affrontò. Sconfitto, fu costretto a rientrare a Napoli. Ottenuto dalla regina Giovanna II il feudo di Conversano, rimase a difendere la città. Saputo del tradimento, gli Aragonesi attaccarono Napoli, aiutati dagli eserciti di Francesco Sforza e di Guido Torelli. Alleatosi con questi ultimi tramite l'aiuto di Sergianni Caracciolo e del suo luogotenente Raimondo d'Annecchino e tradito da Bernardino Ubaldini, scacciò gli Aragonesi da Napoli, ma tradì Braccio da Montone ed il suo esercito che lasciarono la città per dirigersi ad assediare L'Aquila. In questo frangente uccise in una scaramuccia il condottiero Ottino de Caris.
Come ricompensa, il 12 aprile 1424 la regina Giovanna II nominò Jacopo Caldora gran connestabile (capitano delle guardie reali) dell'esercito napoletano, carica che gli fruttava 8 000 ducati al mese, e lo spedì alla volta dell'Aquila per liberarla dall'assedio di Braccio da Montone. Nel 1424, durante la guerra dell'Aquila, Jacopo Caldora riuscì a vincere su Braccio da Montone che venne ucciso (forse dal Caldora in persona), mentre Niccolò Piccinino ed il Gattamelata, che erano schierati col nemico, vennero fatti prigionieri. Subito dopo il conflitto, si diresse a riconquistare i feudi che gli erano stati sottratti da Braccio da Montone.

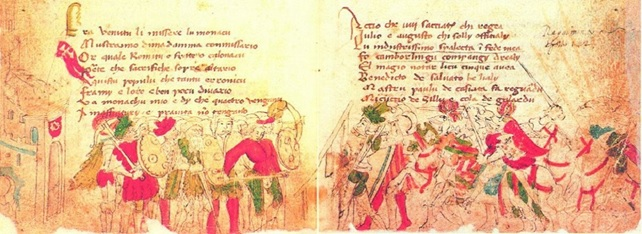
Braccio da Montone e Jacopo Caldora si fronteggiano con i loro rispettivi eserciti sotto le mura dell'Aquila, davanti alla porta Barete

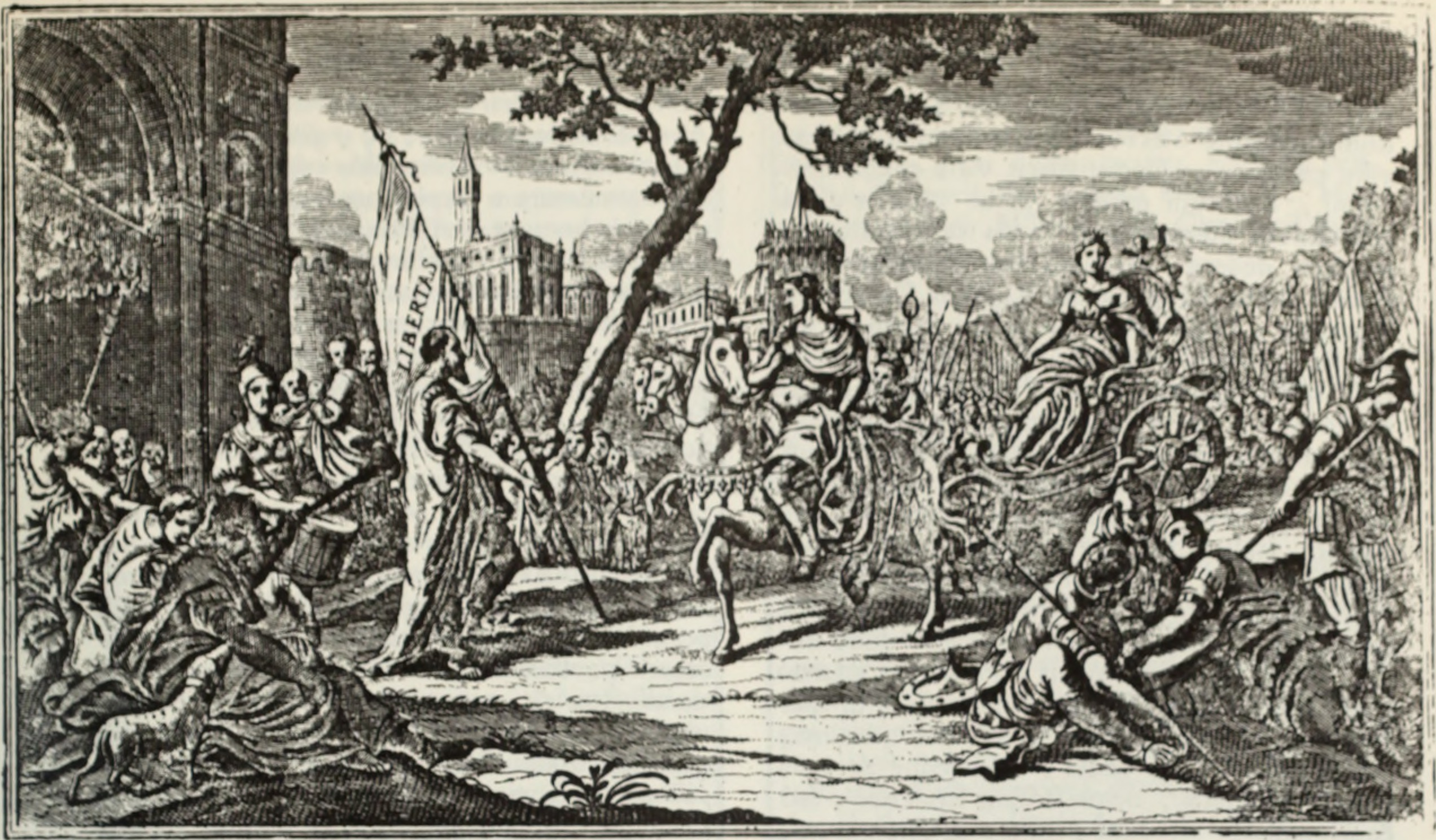
Miniatura allegorica contenuta nell'opera Antiquitates italicæ medii ævi, scritta dallo storico Ludovico Antonio Muratori, raffigurante l'ingresso fastoso all'Aquila della regina del Regno di Napoli Giovanna II d'Angiò-Durazzo (a destra, seduta sulla portantina), accompagnata dal gran connestabile Jacopo Caldora (al centro, in groppa al cavallo) ed il suo esercito, al termine della guerra del 1424 contro Braccio da Montone. La regina e il condottiero vengono accolti da Antonuccio Camponeschi (a sinistra, sventolante la bandiera della libertà), governatore della città

La vittoria riportata da Jacopo Caldora su Braccio da Montone nella guerra dell'Aquila, guerra a cui presero parte i migliori condottieri e capitani di ventura del tempo e che è destinata a rimanere una delle guerre più feroci e cruente della storia, accrebbe il suo potere nel Regno di Napoli e gli procurò la fama di grande condottiero. Inoltre l'esito del conflitto decise il destino di gran parte della penisola italiana.

### Al servizio dello Stato Pontificio
Dopo questo storico conflitto, il pontefice Martino V volle Jacopo Caldora al proprio servizio e nel 1425 lo assoldò per una serie di spedizioni militari in Umbria. Dopo essersi accampato col suo esercito a Perugia, si diresse a Città di Castello per recuperare i feudi che erano stati conquistati da Braccio da Montone. Nel mese di luglio dello stesso anno, alleatosi con il condottiero Pietro Colonna, con un esercito di 3 000 soldati e 1 500 cavalieri si diresse ad assediare Ascoli Piceno. Lungo il tragitto, con una serie di vittorie, insieme al condottiero Giosia Acquaviva, conquistò i feudi di Monteprandone, Spinetoli, Monsampolo del Tronto, Comunanza e Mozzano. Completate le spedizioni, Jacopo Caldora con 30 cavalieri fece ritorno a Roma dal pontefice.
Le sue gesta giunsero fino alla Repubblica di Firenze, che lo volse dalla propria parte proponendogli una somma che gli consentiva di arruolare nel suo esercito 500 cavalieri per un anno di ferma ed uno di beneplacito. Ma papa Martino V non gli consentì di sciogliere il patto concordato con lui e nello stesso tempo gli ordinò di ritornare in Abruzzo. Jacopo Caldora, però, si alleò con i condottieri Ludovico Michelotti, Pietro Colonna ed Antonuccio Camponeschi per tornare dal suo esercito accampato a Perugia. Durante il tragitto fronteggiarono i condottieri Giovanni da Varano, Antonio Sanseverino e Luigi Dal Verme. Arrivati a Colfiorito, il loro viaggio ebbe termine perché furono raggiunti da papa Martino V e dal condottiero Guidantonio da Montefeltro che con i loro eserciti tagliarono loro la strada.
Nel giugno del 1426 tornò all'attacco dei territori ascolani alla testa di 1 500 cavalieri e 3 000 soldati. Nel luglio del 1428 si accampò col suo esercito nei pressi di Fano e qui venne raggiunto dal condottiero Carlo I Malatesta. Insieme si diressero a Cesena per giungere poi a Forlì, dove si accamparono con i loro eserciti. Il feudo di Medicina, situato nei paraggi, fu assediato e conquistato da Jacopo Caldora. Assediò e conquistò anche Casalecchio di Reno, Bazzano, Monteveglio, Crespellano e Piumazzo. Si diresse poi a Bologna, dove attaccò la città con le bombarde. Nel mese di dicembre attaccò il lato di porta Galliera della cinta muraria della città e qui si scontrò con il condottiero nemico Luigi Sanseverino, catturò 200 soldati avversari e li fece impiccare. Subito dopo, per vendetta, i cittadini di Bologna presero ed impiccarono alcuni suoi soldati. Nel febbraio del 1429 tentò di distruggere un altro lato della cinta muraria della città (porta Lame) utilizzando sempre le bombarde e nel mese di marzo riattaccò il lato precedente. Di fronte alle difficoltà opposte dagli assediati tentò la strada della corruzione: stipulò un accordo con gli assediati, si fece accogliere all'interno della città e, una volta dentro, attentò contro i bolognesi. Tale congiura venne scoperta, Jacopo Caldora riuscì a fuggire, ma una parte dei suoi soldati fu catturata ed impiccata ed i loro cadaveri furono squartati ed esposti al popolo locale sul lato interno di porta San Felice della cinta muraria della città. Jacopo Caldora cambiò strategia, incendiò la cinta muraria e devastò il territorio limitrofo. Si accampò col suo esercito a Borgo Panigale e qui pianificò una nuova congiura: inviò il nobile Anton Galeazzo Bentivoglio ad attuare trattative segrete con il gonfaloniere del popolo Alberto dal Ferro. Al nobile fu promesso che sarebbe stata aperta la porta San Vitale che era sorvegliata dalle guardie di Alberto dal Ferro. Le guardie che dovevano eseguire l'operazione furono fatte nascondere da Jacopo Caldora all'interno di due chiese del feudo. Scoperti i nascondigli, le guardie del gonfaloniere furono impiccate e squartate. Nel mese di aprile conquistò Bonconvento e Bentivoglio e si ridiresse a Borgo Panigale, da dove, nel mese di maggio, spostò il suo esercito a Corticella per assediare il feudo di San Pietro in Casale. Fallito l'assedio, decise di disporre le sue truppe a Ponte Maggiore, Fossa Cavallina e San Ruffillo. Nel mese di agosto, dopo che i bolognesi stipularono un accordo di pace con lui, lasciò Bologna.
L'anno seguente Jacopo Caldora ritornò a Bologna, poiché nell'estate di tale anno i bolognesi si erano ribellati al papa Martino V, e dispose le sue truppe lungo il fiume Reno, facendo deviare dai suoi soldati il flusso delle acque per impedire il rifornimento idrico alla città. Gli abitanti del posto scoprirono il misfatto e costrinsero Jacopo Caldora e il suo esercito alla ritirata. Durante la ritirata alcuni soldati dell'esercito di Jacopo Caldora furono catturati ed impiccati. Si accampò con i suoi soldati nei pressi di San Vitale. Dopo che venne stipulata una nuova tregua, rinunciò all'assedio di Bologna e si diresse a Napoli per ottenere dalla regina Giovanna II la ricompensa pattuita per i precedenti successi ottenuti in campo militare. Quest'ultima gli diede inoltre il ducato di Bari (del quale verrà investito ufficialmente l'11 ottobre 1432), rendendolo uno dei baroni più potenti del Regno di Napoli, ma suscitando l'invidia del principe di Taranto Giovanni Antonio Orsini del Balzo, sino ad allora suo alleato.
Subito dopo, nel 1431, venne reclutato da papa Eugenio IV per combattere contro il condottiero Antonio Colonna. Il papa lo nominò capitano del suo esercito composto da 3 000 cavalieri e 1 600 soldati e lo mandò a conquistare i feudi di Ripi, Colleferro, Molara e Monte Compatri, di proprietà di Antonio Colonna. Mentre si preparava ad assediare Genazzano, accettò i 13 000 fiorini offertigli da Antonio Colonna affinché rinunciasse all'incarico. Ma Jacopo Caldora non rinunciò all'incarico poiché subito dopo papa Eugenio IV aumentò la posta in palio. Il feudo di Genazzano venne quindi conquistato.

### Gli scontri con Giovanni Antonio Orsini del Balzo e i conflitti in Abruzzo
Terminati gli incarichi assegnatigli dallo Stato Pontificio, Jacopo Caldora ritornò a servire gli Angioini e si contrappose a Giovanni Antonio Orsini del Balzo, che si era schierato dalla parte degli Aragonesi. Nel 1434 decise di affrontarlo definitivamente: si alleò prima con i condottieri Baldassarre della Ratta, Marino Boffa ed Urbano Cimino e conquistò con essi i feudi di Acerra, Montefusco, Vico Equense e Flumeri; si alleò poi anche con Luigi III d'Angiò-Valois e conquistò il distretto di Capitanata ed i feudi di Ascoli Satriano, Andria, Bitonto, Ruvo di Puglia, Corato e Castellaneta. Transitò per Grottaglie, scese in Terra d'Otranto e costrinse Giovanni Antonio Orsini del Balzo a rimanere a Taranto. Espugnò Oria e Specchia, assediò Lecce, ma non terminò l'assedio poiché durante il conflitto si deteriorarono i suoi rapporti con Luigi III. Nel novembre dello stesso anno Luigi III morì a causa di una malattia e Jacopo Caldora continuò da solo le imprese militari, conquistando Gallipoli, Brindisi e Canosa di Puglia.
A fronte delle forti spese supportate per le campagne militari e per il mantenimento del suo esercito composto da 12 100 cavalieri e 1 400 soldati ricevette dalla regina Giovanna II i feudi di Ascoli Satriano, Carovigno, Castellana Grotte, Conversano, Copertino, Latiano, Loseto, Salpi e Valenzano, che erano stati confiscati al rivale Giovanni Antonio Orsini del Balzo poiché accusato di fellonia dalla sovrana napoletana. Dopo la morte della regina Giovanna II, avvenuta nel 1435, appoggiò il suo successore Renato d'Angiò-Valois, fratello del defunto Luigi III, si fece consegnare da lui la ricompensa pattuita con la defunta sovrana per i successi ottenuti in campo militare e gli offrì il suo aiuto per contrastare l'avanzata di Alfonzo V d'Aragona e Giovanni Antonio Orsini del Balzo ed i loro eserciti. Il re gli diede 120 000 ducati per allestire un forte esercito.
Durante il tragitto, ammalatosi, si fermò a Bitonto per guarire, lasciando un esercito di 4 000 cavalieri e 1 600 soldati alla guida dei suoi figli Antonio e Berlingiero e del condottiero Riccio da Montechiaro. Ma questi ultimi vennero ripetutamente sconfitti in Puglia, per cui, una volta guarito, fu costretto a lasciare la regione e a limitarsi ad ostacolare l'avanzata delle truppe di Giovanni Antonio Orsini del Balzo. In seguito tornò a Napoli per rafforzare di nuovo il suo esercito. Rafforzato l'esercito, si diresse ad assediare Capua, ma durante lo scontro gli giunse un comunicato degli Angioini riguardante la sua non assegnazione del feudo in caso di vittoria riportata dal suo esercito in tale scontro, per cui fu sospettato di non essersi impegnato in battaglia.
Nell'agosto del 1435, a seguito della sconfitta degli Aragonesi nella battaglia navale di Ponza per mano dei genovesi, irruppe nell'accampamento dei primi e si impadronì di un ricco bottino.
Nel settembre dello stesso anno, assediò nuovamente Capua, ma lo scontro pian piano si spostò verso le rive del fiume Volturno: su una sponda si dispose l'esercito di Jacopo Caldora, mentre sull'altra l'esercito nemico guidato dai condottieri Antonio da Pontedera e Michele Attendolo. Nel mese successivo Capua fu in procinto di arrendersi, intenzione rafforzata dal fatto che Antonio da Pontedera si era ritirato dallo scontro poiché si era fatto corrompere da una somma di 3 000 ducati e Michele Attendolo si era schierato dalla parte di Jacopo Caldora. L'assedio di Capua però andò inaspettatamente per le lunghe e si prolungò fino al febbraio del 1436: in questo periodo, contemporaneamente all'assedio di Capua, i feudi abruzzesi di Jacopo Caldora furono assoggettati dagli eserciti dei conti di Sora e di Loreto, per cui fu costretto a rinunciare momentaneamente all'assedio e si diresse in Abruzzo per aiutare i suoi sudditi a respingere gli invasori. Repressi gli assedi ai propri feudi abruzzesi, si alleò con le truppe del condottiero Giovanni Maria Vitelleschi, rafforzando così il proprio esercito, e si ridiresse a Capua, alla cui difesa si era posto nel frattempo il condottiero Giovanni Ventimiglia. Durante il tragitto, a Montesarchio, si incrociò nuovamente con il nemico Giovanni Antonio Orsini del Balzo.
Nei mesi seguenti Jacopo Caldora fu impegnato di nuovo in conflitti nella sua regione: gli si erano rivoltati gli abitanti dei feudi di Sulmona, Chieti, Città Sant'Angelo e Penne. Con l'aiuto del condottiero Battista Camponeschi ottenne la resa degli abitanti di Sulmona e Penne, riconquistò i feudi di Popoli e Caramanico Terme e riaffrontò Giovanni Antonio Orsini del Balzo. Conquistò poi Ruvo del Monte e Pescopagano, ma rinunciò agli assedi di Barletta e Venosa a causa del sopraggiungere di rinforzi militari agli assediati e stipulò un accordo di tregua temporanea con Giovanni Antonio Orsini del Balzo. Però dopo non molto tempo, gli si rivoltarono di nuovo gli abitanti dei feudi di Sulmona e Penne e in più, questa volta, anche quelli di Chieti. I condottieri Minicuccio Ugolini e Riccio da Montechiaro lo tradirono e con l'esercito nemico si impossessarono di Pescara. Fu costretto quindi a rientrare in Abruzzo e a prolungare l'accordo di tregua con Giovanni Antonio Orsini del Balzo.
Nel 1437 Alfonso V d'Aragona cercò di porre fine agli scontri tentando Jacopo Caldora e suo figlio Antonio Caldora a schierarsi dalla sua parte promettendo loro 800 cavalieri e 1 000 soldati da arruolare nel proprio esercito e la conferma di tutti i feudi posseduti e di tutti gli incarichi, però Jacopo Caldora e suo figlio Antonio Caldora rifiutarono la proposta rimanendo schierati dalla parte degli Angioini. Il suo accampamento venne così devastato improvvisamente dai soldati Aragonesi guidati dai condottieri Francesco Piccinino e Sebastiano dell'Aquila che gli catturarono 800 soldati. Nello stesso tempo i feudi ribelli di Sulmona e Chieti lo ritradirono schierandosi dalla parte degli Aragonesi e oltre a loro anche vari condottieri del suo esercito fecero lo stesso. Minicuccio Ugolini e Battista Camponeschi furono costretti a stipulare un nuovo accordo di tregua coi nemici. Jacopo Caldora decise così di allontanarsi dall'Abruzzo per riunirsi con le truppe di Giovanni Maria Vitelleschi.
Durante la sua assenza improvvisamente le sue truppe ruppero l'accordo di tregua temporanea con Giovanni Antonio Orsini del Balzo e lo affrontarono prima a Montefusco e poi a Montesarchio, riuscendo a catturarlo e ad imprigionarlo. Appresa la notizia, Jacopo Caldora conquistò Longano, Roccamandolfi e Presenzano, fallì l'assedio di Morcone e San Marco dei Cavoti e si incontrò con Giovanni Maria Vitelleschi. Questi però desiderò che Jacopo Caldora si riappacificasse con Giovanni Antonio Orsini del Balzo in modo da dimezzare la quantità di conflitti in corso, però lui rifiutò facendolo adirare. Nel frattempo però Giovanni Antonio Orsini del Balzo venne liberato dagli Aragonesi e le truppe poste alla sua sorveglianza furono sconfitte. Terminato l'incontro con Giovanni Maria Vitelleschi, Jacopo Caldora si diresse a Napoli poiché la regina Isabella di Lorena, moglie del re Renato, chiedeva la sospensione dei conflitti. Però durante il tragitto si mosse verso Capua per sconfiggere definitivamente Alfonso V d'Aragona. Quest'ultimo, avvertito in tempo dell'imminente pericolo da un emissario del condottiero Giacomo della Leonessa, si salvò fuggendo da Capua col suo esercito e facendo trovare nel feudo agli avversari vari cadaveri di soldati e cavalli. Jacopo Caldora, giunto dunque a Napoli con Giovanni Maria Vitelleschi al cospetto della regina Isabella di Lorena, rifiutò tutte le proposte di tregua con gli Aragonesi che gli furono offerte. Ricreò così attriti nel Vitelleschi, il quale decise a questo punto di abbandonare ogni conflitto e di ritirarsi in Abruzzo. Terminato l'incontro a corte, Jacopo Caldora lasciò Napoli e si recò a Bitonto per consegnare del denaro ai condottieri Paolo Tedesco e Lorenzo Attendolo in cambio del loro appoggio militare. Contemporaneamente il suo condottiero Marino da Norcia convinse le truppe papali a schierarsi con l'esercito degli Angioini.
Appresa la notizia che il re Renato aveva fatto rientro a Napoli, Jacopo Caldora decise di tornare da lui per accoglierlo con 3 000 cavalieri. Lungo il tragitto conquistò Scafati ed Amalfi e chiese a Michele Attendolo di raggiungerlo per trasferirsi insieme in Abruzzo, regione che si era ribellata agli Angioini. Si presentò però da solo col suo esercito a Casacanditella da Alfonso V d'Aragona e lo affrontò. Vistosi in difficoltà, decise di attirare i nemici a Pacentro, ma lungo la strada venne attaccato a più riprese dagli avversari. Decise allora di far interrompere la battaglia e di chiedere udienza ad Alfonso V d'Aragona, in modo da guadagnare tempo. Giunti i rinforzi, il suo esercito raggiunse la quota di 18 000 soldati. Tutti insieme diedero battaglia al nemico ed assediarono Sulmona, Popoli e Penne. Gli Aragonesi cercarono pian piano di portare lo scontro in Terra di Lavoro, in modo da avvicinarsi sempre più a Napoli, città che intendevano conquistare. Durante questa sorta di "seduzione bellica" da parte dei nemici, Jacopo Caldora si guardò intorno e si impadronì di vari feudi situati nel territorio di Tussio. Riusciti nel loro intento, gli Aragonesi attaccarono Napoli seguiti dalle truppe Angioine che tentarono di impedirglielo. Vinta la battaglia, Jacopo Caldora fece ritorno in Abruzzo per riprendersi Sulmona. Nel 1439 venne chiamato in aiuto dal re Renato a seguito della caduta di Caivano per mano degli Aragonesi, per cui fu costretto a rinunciare all'assedio di Sulmona. Ricongiuntosi col sovrano, chiese ed ottenne come ricompensa per i suoi successi militari il feudo di Aversa. Tornò quindi in Abruzzo per prendersi però un periodo di distacco dalle imprese belliche.

### La morte
Terminata la pausa, riconquistò i feudi di Pescara, Loreto Aprutino ed i feudi ad essi limitrofi sottraendoli al traditore Riccio da Montechiaro. Decise di dirigersi in Terra di Lavoro, ma il suo esercito non riuscì ad oltrepassare il fronte poiché fu sopraffatto dall'esercito degli Aragonesi. Di conseguenza fu costretto a cambiare direzione dirigendosi verso Napoli. Lungo il tragitto conquistò Circello e Colle Sannita, sottraendo quest'ultima al condottiero Giacomo della Leonessa. Poco dopo l'assedio di Colle Sannita, avvenuto il 15 novembre 1439, fu colto improvvisamente da un'emorragia cerebrale o da un colpo apoplettico che lo portò alla morte:
(Angelo di Costanzo, Historia del Regno di Napoli, Napoli, Domenico Antonio Parrino, 1710, pp. 413-414)
Fu sepolto a Sulmona, nella chiesa di Santo Spirito al Morrone, all'interno di una cappella di famiglia. Le sue truppe, i suoi titoli nobiliari ed i suoi feudi vennero assegnati ad Antonio Caldora, suo figlio primogenito, che ottenne dal re Renato d'Angiò anche il titolo di viceré del Regno di Napoli. In seguito il suo corpo venne esumato e cremato e le sue ceneri furono disperse per ordine di Alfonso V d'Aragona, che nel 1442 era divenuto il nuovo re del Regno.

## Carattere e personalità
(Everardo Gothein, Il Rinascimento nell'Italia meridionale, traduzione di Tommaso Persico, Firenze, Sansoni, 1915, p. 292)
(Filiberto Campanile, Dell'armi, overo insegne dei nobili, Napoli, Antonio Gramignano, 1680, p. 285)
(Giuseppe Recco, Notizie di famiglie nobili, ed illustri della città, e Regno di Napoli, Napoli, Domenico Antonio e Nicola Parrino, 1717, pp. 108-110)

## Ascendenza
|                          |                   |                          | Genitori                        |  |  | Nonni |  |  | Bisnonni         |  |  | Trisnonni        |  |
|                          |                   |                          |                                 |  |  |       |  |  | Raimondo Caldora |  |  | Giovanni Caldora |  |
|                          |                   |                          |                                 |  |  |       |  |  | Raimondo Caldora |  |  | Giovanni Caldora |  |
|                          |                   | Biancarosa de' Canalibus |                                 |  |  |       |  |  | Raimondo Caldora |  |  |                  |  |
| "Raimondaccio" Caldora   |                   |                          |                                 |  |  |       |  |  | Raimondo Caldora |  |  |                  |  |
|                          |                   | Giovanna Ponziaco        | Roberto Ponziaco                |  |  |       |  |  |                  |  |  |                  |  |
|                          |                   | Giovanna Ponziaco        | Roberto Ponziaco                |  |  |       |  |  |                  |  |  |                  |  |
|                          |                   | Giovanna Ponziaco        | Maria di Morier                 |  |  |       |  |  |                  |  |  |                  |  |
| Giovanni Antonio Caldora |                   | Giovanna Ponziaco        |                                 |  |  |       |  |  |                  |  |  |                  |  |
|                          |                   | Giovanni d'Anversa       | Matteo d'Anversa                |  |  |       |  |  |                  |  |  |                  |  |
|                          |                   | Giovanni d'Anversa       | Matteo d'Anversa                |  |  |       |  |  |                  |  |  |                  |  |
|                          |                   | Giovanni d'Anversa       | Candola/Condinella di Barbarano |  |  |       |  |  |                  |  |  |                  |  |
| Luisa d'Anversa          |                   | Giovanni d'Anversa       |                                 |  |  |       |  |  |                  |  |  |                  |  |
|                          |                   | Isabella di Sangro       | Berardo di Sangro               |  |  |       |  |  |                  |  |  |                  |  |
|                          |                   | Isabella di Sangro       | Berardo di Sangro               |  |  |       |  |  |                  |  |  |                  |  |
|                          |                   | Isabella di Sangro       | Isoarda di Corbano              |  |  |       |  |  |                  |  |  |                  |  |
| Jacopo Caldora           |                   | Isabella di Sangro       |                                 |  |  |       |  |  |                  |  |  |                  |  |
|                          | Giovanni Cantelmo | Giacomo Cantelmo         |                                 |  |  |       |  |  |                  |  |  |                  |  |
|                          | Giovanni Cantelmo | Giacomo Cantelmo         |                                 |  |  |       |  |  |                  |  |  |                  |  |
|                          | Giovanni Cantelmo | Filippa di Reale         |                                 |  |  |       |  |  |                  |  |  |                  |  |
| Giacomo Cantelmo         | Giovanni Cantelmo |                          |                                 |  |  |       |  |  |                  |  |  |                  |  |
|                          |                   | "Angelella" Stendardo    | "Galetto" Stendardo             |  |  |       |  |  |                  |  |  |                  |  |
|                          |                   | "Angelella" Stendardo    | "Galetto" Stendardo             |  |  |       |  |  |                  |  |  |                  |  |
|                          |                   | "Angelella" Stendardo    | Filippa Galardo                 |  |  |       |  |  |                  |  |  |                  |  |
| Rita Cantelmo            |                   | "Angelella" Stendardo    |                                 |  |  |       |  |  |                  |  |  |                  |  |
|                          |                   | ?                        | ?                               |  |  |       |  |  |                  |  |  |                  |  |
|                          |                   | ?                        | ?                               |  |  |       |  |  |                  |  |  |                  |  |
|                          |                   | ?                        | ?                               |  |  |       |  |  |                  |  |  |                  |  |
| ?                        |                   | ?                        |                                 |  |  |       |  |  |                  |  |  |                  |  |
|                          |                   | ?                        | ?                               |  |  |       |  |  |                  |  |  |                  |  |
|                          |                   | ?                        | ?                               |  |  |       |  |  |                  |  |  |                  |  |
|                          |                   | ?                        | ?                               |  |  |       |  |  |                  |  |  |                  |  |
|                          |                   | ?                        |                                 |  |  |       |  |  |                  |  |  |                  |  |

## Discendenza
Si sposò nel 1399 con Medea d'Evoli, da cui ebbe due figli e una figlia:
- Antonio, figlio primogenito, condottiero, capitano di ventura, gran connestabile del Regno di Napoli, viceré del Regno di Napoli e duca di Bari, il quale si sposò prima con Caterina d'Evoli[21], poi nel 1429 con Emilia/Isabella Caracciolo, figlia di Sergianni Caracciolo[22], ed infine dopo il 1442 con Margherita di Lagnì[20];
- Berlingiero, duca di Andria, condottiero e capitano di ventura scapestrato e dalle tendenze omosessuali, il quale sposò nel 1423 Francesca Riccardi[23];
- Maria, andata in sposa prima a Giosia Acquaviva, 6º duca di Atri[24], poi nell'aprile 1424 a Francesco Sforza, 1º duca di Milano[10], ed infine il 13 agosto 1432 a Troiano Caracciolo, duca di Melfi, unico figlio maschio di Sergianni Caracciolo[25].

Rimasto vedovo, si risposò nel 1439 con Jacovella da Celano, da cui non ebbe figli.

## Motto e stemma
Il suo motto era costituito da un celebre verso biblico di Davide: "Coelum coeli Domino, terram autem dedit filiis hominum", che tradotto significa "Il cielo al Signore del cielo, ma la terra fu data ai figli degli uomini", con cui intendeva dire che "La terra era data in sorte a chi più se ne poteva far signore" e che "È il mondo di chi più forte ha la mano". Tale motto veniva fatto incidere sulle barde e sui finimenti dei suoi cavalli.
Esso rispecchia lo stemma suo e della sua famiglia, il quale è costituito da uno scudo francese antico inquartato di oro al 1º ed al 4º quarto e di azzurro al 2º ed al 3º: l'oro simboleggia il Sole quindi nobiltà, splendore, ricchezza, potenza, gravità, allegrezza, gioventù, sapienza, prudenza e fede, mentre l'azzurro simboleggia il pianeta Giove quindi aria, castità, santità, devozione, gelosia e giustizia.

## Opere

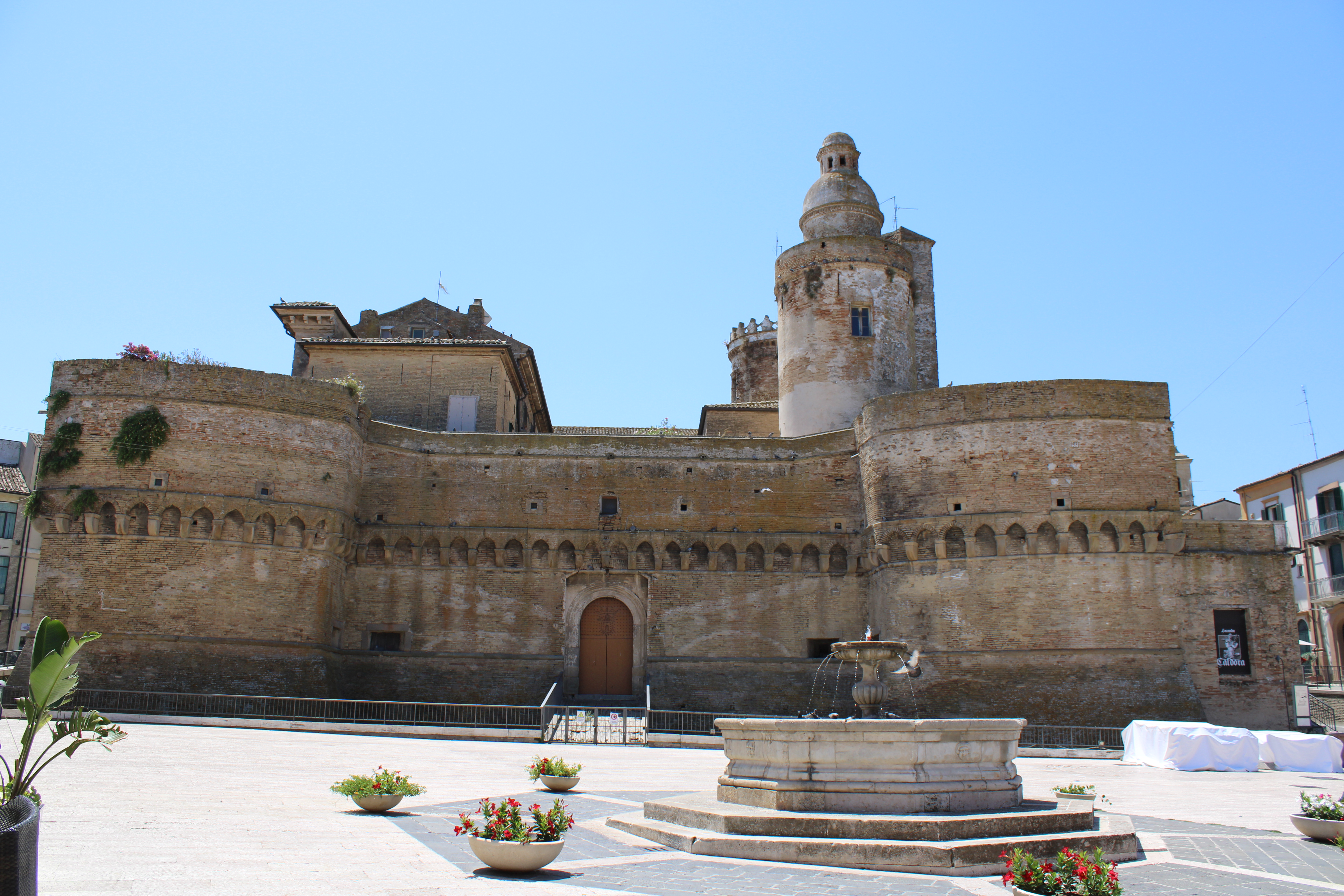
Il castello Caldoresco di Vasto, edificato nel 1439 dall'ingegnere senese Mariano di Jacopo, detto "il Taccola", su commissione di Jacopo Caldora

Jacopo Caldora nel 1439 commissionò all'ingegnere senese Mariano di Jacopo, detto "il Taccola", i lavori di edificazione del castello Caldoresco di Vasto, per farne la sua seconda residenza dopo il castello Caldora di Pacentro, e di rafforzamento delle mura perimetrali della città e delle torri in esse comprese (in particolare la torre di Bassano). Fece edificare in detta città anche il Palazzo d'Avalos, poi posseduto dall'omonima famiglia. Fece riparare nel 1421 il detto castello di Pacentro ed il Palazzo del Castello di Campo di Giove, i quali erano stati danneggiati dagli assedi del condottiero Braccio da Montone. Fece infine costruire i castelli di Carpinone e di Civitaluparella (quest'ultimo tuttavia presente allo stato di rudere) e rafforzare il castello di Castel del Giudice (non più presente poiché assorbito dalla chiesa madre di San Nicola), il castello Ducale di Trivento e il castello Aragonese di Ortona.